# Leo Mikić
Leo Mikić (Požega, 6 maggio 1997) è un calciatore croato, centrocampista dello Zrinjski Mostar.

## Carriera
Ha iniziato la sua carriera nelle serie minori del campionato croato e di quello austriaco, nel 2019 viene acquistato dal Kapfenberger. Dopo aver militato per due stagioni nella seconda divisione austriaca, nel 2021 ha firmato con il Ried, formazione della massima serie austriaca, con la quale ha esordito il 25 luglio 2021, in occasione dell'incontro di campionato vinto per 2-1 contro l'Austria Vienna.

## Statistiche

### Presenze e reti nei club
Statistiche aggiornate al 23 aprile 2022.
| Stagione            | Squadra             | Campionato          | Campionato | Campionato | Coppe nazionali | Coppe nazionali | Coppe nazionali | Coppe continentali | Coppe continentali | Coppe continentali | Altre coppe | Altre coppe | Altre coppe | Totale | Totale |
| Stagione            | Squadra             | Comp                | Pres       | Reti       | Comp            | Pres            | Reti            | Comp               | Pres               | Reti               | Comp        | Pres        | Reti        | Pres   | Reti   |
| ------------------- | ------------------- | ------------------- | ---------- | ---------- | --------------- | --------------- | --------------- | ------------------ | ------------------ | ------------------ | ----------- | ----------- | ----------- | ------ | ------ |
| 2019-2020           | Kapfenberger        | 1L                  | 17         | 4          | CA              | 2               | 0               |                    | -                  | -                  |             | -           | -           | 19     | 4      |
| 2020-2021           | Kapfenberger        | 1L                  | 27         | 5          | CA              | 4               | 0               |                    | -                  | -                  |             | -           | -           | 31     | 5      |
| Totale Kapfenberger | Totale Kapfenberger | Totale Kapfenberger | 44         | 9          |                 | 6               | 0               |                    | -                  | -                  |             | -           | -           | 50     | 9      |
| 2021-2022           | Ried                | BL                  | 29         | 5          | CA              | 4               | 1               |                    | -                  | -                  |             | -           | -           | 33     | 6      |
| Totale carriera     | Totale carriera     | Totale carriera     | 73         | 14         |                 | 10              | 1               |                    | -                  | -                  |             | -           | -           | 83     | 15     |